# 1-clorobutano
El 1-clorobutano, también llamado cloruro de butilo, es un compuesto orgánico de fórmula molecular C4H9Cl. Es un haloalcano lineal de cuatro carbonos con un átomo de cloro unido a uno de los carbonos terminales.

## Propiedades físicas y químicas
A temperatura ambiente, el 1-clorobutano es un líquido incoloro de olor desagradable, acre.
Tiene su punto de ebullición a 78 °C mientras que su punto de fusión es -123 °C.
Posee una densidad inferior a la del agua (ρ = 0,886 g/cm³) y en estado gaseoso es 3,2 veces más denso que el aire. Su viscosidad a 20 °C es de 0,45 cP, inferior a la del agua pero mayor que la de la acetona.
El valor del logaritmo de su coeficiente de reparto, logP = 2,64, indica que es más soluble en disolventes apolares —como el 1-octanol— que en disolventes polares.
En agua es prácticamente insoluble, en proporción de 0,87 g/L.
En cuanto a su reactividad, el 1-clorobutano es incompatible con agentes oxidantes fuertes así como con bases fuertes. Reacciona con polvo de aluminio, oxígeno líquido, potasio y sodio.

## Síntesis
El 1-clorobutano se sintetiza por cloración térmica de butano sobre alúmina a 200 °C. Ello da como resultado la formación de 1-clorobutano y 2-clorobutano en parecidas proporciones, además de una pequeña cantidad de diclorobutano. Esta síntesis también es posible por vía fotoquímica a 15 - 20 °C, siendo la distribución de productos similar.
Otra forma de obtener 1-clorobutano es por reacción de 1-butanol con ácido clorhídrico en presencia de cloruro de zinc anhidro.
A nivel industrial, esta síntesis se lleva a cabo en fase gas con flujo continuo a 130 - 170 °C y presión atmosférica. 
En vez de cloruro de zinc, puede emplearse una sal de fosfonio, en ambos casos sobre gel de sílice.
También puede utilizarse como catalizador una resina orgánica unida a una sal de fosfonio cuaternario.
Otra manera de convertir 1-butanol en 1-clorobutano implica el uso de dicloruro de dialquilselenio a 80 °C durante 7 horas, si bien el rendimiento es de solo el 34%.
Asimismo, puede sintetizarse 1-clorobutano a partir del ácido pentanoico, por reacción de este con cloruro de litio combinado con acetato de plomo (IV), utilizando benceno como disolvente. El rendimiento llega al 92%.

## Usos
Se puede sintetizar 1-butanamina por reacción de 1-clorobutano con ftalimida de potasio usando N,N-dimetilformamida (DMF) como disolvente y posterior hidrólisis alcalina.
Asimismo, la reacción en fase vapor de 1-clorobutano con amoniaco sobre un catalizador de óxido de magnesio a 310 °C permite obtener tributilamina (48%) y dibutilamina (35%), además de 1-butanamina.
Análogamente, la alquilación de urea con este cloroalcano en hidróxido sódico acuoso produce tributilamina con un rendimiento del 77%.
Se puede preparar valeronitrilo por cianuración de 1-clorobutano con cianuro sódico en polvo, empleando un catalizador de transferencia de fase PEG400, sin necesidad de disolvente. El rendimiento siguiendo este método es del 89%.
El 1-clorobutano se emplea como agente «butilante» en síntesis orgánica, como por ejemplo en la fabricación de butilcelulosa, polímero utilizado en cromatografía de proteínas hidrofóbicas.
En este sentido, el n-butil-litio, ampliamente usado como iniciador de polimerización en la producción de elastómeros como polibutadieno o SBS, se sintetiza por reacción de 1-clorobutano con litio metálico:
{\displaystyle \mathrm {2\ Li+C_{4}H_{9}Cl\rightarrow C_{4}H_{9}Li+LiCl} }

## Precauciones
El 1-clorobutano es un líquido inflamable cuyo punto de inflamabilidad es -12 °C. Sus vapores pueden formar mezclas explosivas con el aire cuando se calienta. Al arder desprende productos tóxicos como monóxido de carbono y ácido clorhídrico.
Su temperatura de autoignición se alcanza a los 245 °C.